# Fraction trotskyste – Quatrième Internationale
La Fraction trotskyste – Quatrième Internationale (FT-QI) est une fédération internationale d'organisations trotskystes. Apparue à la fin des années 1980, elle se réclame de l'héritage politique de la Quatrième Internationale. Elle est implantée principalement en Amérique hispanique, sous la dénomination Fracción Trotskista – Cuarta Internacional (FT-CI).

## Historique
Selon ses représentants, la Fraction trotskyste – Quatrième Internationale s'est formée à la fin des années 1980, lors d'une période marquée par l'affirmation d'un impérialisme de plus en plus agressif et par le rétablissement du capitalisme dans les pays communistes, et ce alors que la plupart des organisations qui se réclamaient du trotskysme étaient en fait en train de s'en détourner.
En 2006, la FT-QI est décrite comme un des groupes internationaux trotskystes les plus importants de l'Amérique latine, impulsé par le Parti des travailleurs socialistes (PTS) argentin et présent au Mexique, au Brésil, en Bolivie, au Venezuela, au Chili et en Uruguay.
En 2013, la FT-QI publie un manifeste réclamant la constitution d'un « Mouvement en faveur d'une internationale de la révolution socialiste ».
En 2021, la FT-QI publie un nouveau manifeste : « La catastrophe capitaliste et la lutte pour une organisation mondiale de la révolution socialiste ».

## Implantation
La FT-QI est implantée principalement en Amérique latine. Elle n'échappe pas à la dispersion extrême des partis et organisations trotskystes au niveau international (comme au niveau national),.

## Sections
| Allemagne  | Organisation internationaliste révolutionnaire (en) (Revolutionäre Internationalistische Organisation - RIO)                      |
| Argentine  | Parti des travailleurs socialistes (Partido de los Trabajadores Socialistas - PTS)                                                |
| Bolivie    | Ligue ouvrière révolutionnaire pour la Quatrième Internationale (Liga Obrera Revolucionaria por la Cuarta Internacional - LOR-CI) |
| Brésil     | Mouvement révolutionnaire des travailleurs (Movimento Revolucionário de Trabalhadores - MRT)                                      |
| Chili      | Parti révolutionnaire des travailleurs (Partido de Trabajadores Revolucionarios - PTR)                                            |
| Costa Rica | Organisation socialiste révolutionnaire (Organización Socialista Revolucionaria - OSR)                                            |
| Espagne    | Courant révolutionnaire des travailleurs (Corriente Revolucionaria de Trabajadores y Trabajadoras - CRT)                          |
| Catalogne  | Courant révolutionnaire des travailleurs (Corrent Revolucionari de Treballadors i Treballadores - CRT)                            |
| États-Unis | Voix de gauche (Left Voice - LV)                                                                                                  |
| France     | Révolution permanente - RP |
| Italie     | Fraction internationaliste révolutionnaire (Frazione Internazionalista Rivoluzionaria - FIR)                                      |
| Mexique    | Mouvement des travailleurs socialistes (es) (Movimiento de los Trabajadores Socialistas - MTS)                                    |
| Pérou      | Courant socialiste des travailleurs (Corriente Socialista de las y los Trabajadores - CST)                                        |
| Uruguay    | Courant des travailleurs pour le socialisme (Corriente de Trabajadores por el Socialismo - CTS)                                   |
| Venezuela  | Ligue des travailleurs pour le socialisme (Liga de Trabajadores por el Socialismo - LTS)                                          |

| Corée du Sud | Marche vers le Socialisme (March to Socialism - MS) |
| Belgique     | Rouge !                                             |